# 19 km (przystanek kolejowy w obwodzie briańskim)
19 km (ros. 19 км) – przystanek kolejowy w pobliżu miejscowości Mieżeniki, w rejonie starodubowskim, w obwodzie briańskim, w Rosji.